# Nalini Balbir
Pour les articles homonymes, voir Balbir.
 Nalini Balbir (née 1955) est une indianiste française demeurant à Paris. Chercheuse spécialisée dans les langues indiennes (sanskrit, prakrit, pali, jaïnisme), elle s'intéresse aussi au  bouddhisme et à l'hindouisme. Nalini Balbir a étudié auprès de l'indianiste Colette Caillat. Elle est connue pour la publication (en collaboration avec Colette Caillat) du catalogue des manuscrits de  jaïnisme de la British Library publié par l'Institut of Jainology.

## Biographie
Sa mère, Nicole Balbir, est une indianiste française réputée; son père est d’origine indienne. De 1977 à 1979, elle est professeur de français, latin et grec, après quoi elle termine son doctorat en études indiennes avec la traduction commentée et annotée du Danastaka-katha, un recueil jaïn de huit histoires sur le don, publié en 1982.
De 1982 à 1988, elle est chercheuse au Centre national de la recherche scientifique, terminant ses études par le doctorat d’État ès-lettres. Son travail final sur la littérature « Avashyaka » des jaïns est publié en 1993 sous le titre Avashyaka studies. Elle est membre de l'Institut universitaire de France pour la période 1993-1998.
En 1988, elle devient professeur de philologie à la Sorbonne Nouvelle et dès 2000 « directeur d'études cumulant » (Philologie moyen-indienne) de la « Section des Sciences Historiques et Philologiques» de l’École Pratique des Hautes Études. Son champ de recherche s'étend aux études jaïnes (manuscrits, langues, littératures, religion ancienne et contemporaine), à la philologie bouddhique des textes palis, et aux littératures en hindi et gujarati.
Elle assume aussi la responsabilité scientifique et rédaction d’articles pour le site web Jainpedia développé par le Institute of Jainology, le King’s College, la British Library, le Victoria and Albert Museum.

## Distinctions
- « Prix Émile Senart » de l’Académie des Inscriptions et Belles-Lettres, Paris, 1986 (pour la publication du Bulletin d’Études Indiennes - avec G.-J. Pinault)
- Membre de l'Institut universitaire de France, 1993-1998
- « Chevalier des Palmes Académiques », 2003
- « Prix Hirayama » de l’Académie des Inscriptions et Belles-Lettres, Paris, 2003 (Aide à la publication du Catalogue of the Jain Manuscripts at the British Library)
- « Prakrit Jnanabharati International Award », 2008/2010, Shravanabelgola, Inde
- « Vidya Vacaspati », Doctorat Honoris Causa, 2012 Rashtriya Sanskrit Sansthan, New Delhi, Inde
- « Hemacandrācārya International Jain Award », Ahmedabad, 2015

## Affiliations
- Pali text society in London, and editor since 1983 of Bulletin d'Études Indiennes, an Indology Journal.
- Membre de la Société Asiatique, de la Société de Linguistique de Paris, de la Deutsche Morgenländische Gesellschaft, de l’Association Française pour les Études Indiennes et de la Pāli Text Society

## Publications (liste partielle)
- 1982 — (en) N. Balbir, Normalizing trends in Jaina narrative literature, 1982 (OCLC 469255335)
- 1982 — Dānâṣṭakakathā: Recueil jaina de huit histoires sur le don  (Introduction, édition critique, traduction, notes par Nalini Balbir), Paris, Institut de Civilisation Indienne (no 48), 1982, xxiii, 259 p. (présentation en ligne)
- (en) N. Balbir, Prakrit versions of a Pan-Indian tale. The Monkey and the Tailor-bird, and their use in Jaina Books of discipline, 1983 (OCLC 469255352)
- 1993 — (de) Ernst Leumann, Āvaśyaka-Studien, t. 1 : Introduction générale et traductions par Nalini Balbir ; t. 2 :  Glossar ausgewählter Wörter zu E. Leumanns Die Āvaśyaka-Erzählungen par Thomas Oberlies und Nalini Balbir, Stuttgart, Franz Steiner, coll. « Alt- und neu-indische Studien » (no 45), 1993, 685 (T. 1: 382 p.; T. 2: 203 p.) (ISBN 978-3-515-06149-0, OCLC 30675632)Contient le texte original en prakrit et la trad. française en regard de Die Āvaśyaka-Erzählungen de Ernst Leumann. Trad. anglaise An Outline of the avashyaka Literature by Ernst Leumann, Ahmedabad, L. D. Institute of Indology, 2010.

- 1997 — Louis Renou, Nalini Balbir et Georges-Jean Pinault, Choix d'études indiennes, t. 1. [1. Védique et sanskrit - 2. Tradition grammaticale], Paris, École Française d'Extrême-Orient, 1997, XVI, 472 p. (OCLC 246231389)
- Somadeva et Nalini Balbir (dir.), Océan des rivières de contes, Paris, Gallimard, coll. « Bibliothèque de la Pléiade », 1997, 1792 p. (ISBN 978-2-070-11459-7)
- 1999 — Yogîndu (trad. de l'apabhramsha et présenté par Nalini Balbir et Colette Caillat, préf. Bernard Sergent), Lumière de l'Absolu., Paris, Payot, Rivages, coll. « Petite Bibliothèque » (no 281), 1999, 189 p. (ISBN 978-2-743-60522-3)
- 2013 — Le Sanskrit, Paris, Assimil, 2018 (1re éd. 2013), xix, 840 p. (ISBN 978-2-700-50417-0)
- 2024 — A la découverte du jaïnisme. Une tradition indienne, Paris, Cerf, 2024, 450 p. (ISBN 978-2-204-15952-4)